# Сафарян, Рафаэль Альбертович
Рафаэ́ль Альбе́ртович Сафаря́н (арм. Ռաֆայել Ալբերտի Սաֆարյան; 30 января 1986, Ереван, Армянская ССР, СССР) — армянский футболист, защитник.

## Клубная карьера
Рафаэль Сафарян является воспитанником «Пюника». Своё выступление за ереванский клуб Сафарян начал с юношеской команды. Отыграв плодотворно сезон, в следующем был переведён в молодёжный состав. За молодёжку провёл полтора сезона, после чего был переведён в основной состав за который, в период с 2005 по 2007 года, провёл 22 матча. В составе «Пюника» Сафарян завоевал 3 чемпионских титула и стал двукратным обладателем Суперкубка Армении. Сезон 2007 года Сафарян заканчивал в составе капанского «Гандзасара». Сафарян редко попадал в состав на матчи, что естественно не радовало игрока.
В 2008 году состоялся переход в «Мику», за которую провёл всего 4 матча за весь сезон. После чего Сафарян оказался в «Арарате». В чемпионате 2009 года «Арарат» занял последнее место и опустил в Первую лигу. Сафарян покинул клуб, а немного позже переехал в Россию, но ни за один клуб не выступал. В конце 2010 года Тигран Есаян, в то время главный тренер «Арарата», пригласил Сафаряна на просмотр в клуб. После был заключён контракт. Сафарян сразу вошёл в коллектив, который покинул год назад. Более того, стал основным игроком проведя 24 игры из 28 возможных в чемпионате 2011.
В начале февраля 2012 года «Арарат», пойдя на встречу Сафаряну, отпустил его в Польшу для просмотра в команде второй лиги «Калисия». Позже был подписан контракт и 17 марта Сафарян дебютировал за клуб во Второй лиге, успев в первой же игре получить жёлтую карточку.
По истечении контракта вернулся в Армению, где вновь подписал контракт с ереванским «Араратом».

## Достижения

### Командные достижения
«Пюник»
- Чемпион Армении (3): 2005, 2006 , 2007
- Финалист Кубка Армении (1): 2006
- Обладатель Суперкубка Армении (2): 2005, 2007